# 29986 Shunsuke
29986 Shunsuke este un asteroid din centura principală de asteroizi.

## Descriere
29986 Shunsuke este un asteroid din centura principală de asteroizi. A fost descoperit pe 3 decembrie 1999 la Kuma Kogen de Akimasa Nakamura. Asteroidul prezintă o orbită caracterizată de o semiaxă mare de 2,34 ua, o excentricitate de 0,11 și o înclinație de 6,1° în raport cu ecliptica.